# Lenzing AG
Firma Lenzing AG je významný výrobce viskózových vláken.
Podnik vznikl v roce 1892 v rakouském Ternitz jako továrna na buničinu a papír. Akciová společnost byla založena v roce 1938 pod jménem Zellwolle Lenzing AG a jako Lenzing AG existuje od roku 1984. Hlavní akcionář je rakouský B&C Industrieholding GmbH (podíl 67 %). 
Sídlo firmy je v Lenzingu, k podniku patří v Rakousku také závod v Heiligenkreuzu a další výrobní zařízení v Německu, Anglii, USA, Indonésii, Indii, Číně a v moravském Paskově.
V roce 2014 vyráběla firma 960 000 tun viskózových vláken, na kterých se podílely:

- Konvenční viskózová vlákna (Lenzing Viscose® a Lenzing Viscose® color, black) s 62 %
- Lyocellová vlákna (TENCEL® a TENCEL® A-100) s 22 %
- Modalová vlákna (Lenzing FR®, Lenzing Modal® a Lenzing Modal® color, black) s16 %